# 604
604（六百四、ろっぴゃくよん、ろくまるよん）は自然数、また整数において、603の次で605の前の数である。

## 性質
- 604は合成数であり、約数は 1, 2, 4, 151, 302, 604 である。
  - 約数の和は1064。
  - 約数の個数が3連続(603,604,605)で同じになる15番目の中央の数である。1つ前は446、次は634。
- 1～27までの約数の和の総和である。1つ前は564、次は660。
- 各位の和が10になる50番目の数である。1つ前は550、次は613。
- 604 = 13 + 33 + 43 + 83
  - 4つの正の数の立方数の和で表せる160番目の数である。1つ前は601、次は611。(オンライン整数列大辞典の数列 A003327)
  - 異なる正の数の4つの立方数の和1通りで表せる31番目の数である。1つ前は594、次は611。(オンライン整数列大辞典の数列 A025408)
- n = 604 のとき n と n − 1 を並べた数を作ると素数になる。n と n − 1 を並べた数が素数になる65番目の数である。1つ前は570、次は612。(オンライン整数列大辞典の数列 A054211)

## その他 604 に関連すること
- Socket 604
- プジョー・604
- PowerPC 604
- NGC 604
- フラッシュ航空604便墜落事故
- ダイムラー・ベンツ DB 604